# Otyń (gromada)
Otyń – dawna gromada, czyli najmniejsza jednostka podziału terytorialnego Polskiej Rzeczypospolitej Ludowej w latach 1954–1972.
Gromady, z gromadzkimi radami narodowymi (GRN) jako organami władzy najniższego stopnia na wsi, funkcjonowały od reformy reorganizującej administrację wiejską przeprowadzonej jesienią 1954 do momentu ich zniesienia z dniem 1 stycznia 1973, tym samym wypierając organizację gminną w latach 1954–1972.
Gromadę Otyń z siedzibą GRN w Otyniu (wówczas wsi) utworzono – jako jedną z 8759 gromad na obszarze Polski – w powiecie nowosolskim w woj. zielonogórskim na mocy uchwały nr V/18/54 WRN w Zielonej Górze z dnia 5 października 1954. W skład jednostki weszły obszary dotychczasowych gromad Zakęcie i Modrzyca ze zniesionej gminy Wrociszów w tymże powiecie oraz obszary dotychczasowych gromad Otyń, Bobrowniki i Konradowo ze zniesionej gminy Otyń w powiecie zielonogórskim w tymże województwie. Dla gromady ustalono 24 członków gromadzkiej rady narodowej.
1 stycznia 1958 do gromady Otyń włączono obszar zniesionej gromady Niedoradz w tymże powiecie.
1 stycznia 1972 do gromady Otyń włączono tereny o powierzchni 362 ha z miasta Nowa Sól w tymże powiecie.
Gromada przetrwała do końca 1972 roku, czyli do kolejnej reformy gminnej. 1 stycznia 1973 – tym razem w powiecie nowosolskim – reaktywowano gminę Otyń.